# Zemanova kavárna
Zemanova kavárna je funkcionalistická budova stojící v centru Brna v parku v ulici Koliště. Současná budova je replikou původní stavby, která stála v letech 1926–1964 nedaleko Janáčkova divadla.

## Historie
Původní budovu Zemanovy kavárny navrhl architekt Bohuslav Fuchs v čistě funkcionalistickém stylu v roce 1925 na zakázku kavárníka Josefa Zemana, aby nahradila dřevěný pavilón Café Schopp, který stál na korze nedaleko současného Janáčkova divadla, tj. přibližně 200 m severozápadně od současné polohy. Budova kavárny byla postavena v roce 1926.
Kavárna byla v padesátých letech 20. století znárodněna a poté sloužila jako mateřská škola. V roce 1964 byla zbourána, aby nepřekážela výstavbě Janáčkova divadla.
V devadesátých letech vypracovali architekti Zbyněk Pech a Jana Janíková návrh na repliku původní stavby, ke které přibyl jeden suterén. Jelikož se nedochovaly fotografie interiéru, hledali se pamětníci, kteří by přiblížili jeho tehdejší podobu. Naneštěstí se ve svých vzpomínkách rozcházeli, a tak byl interiér vybaven nábytkem z 20. a 30. let. Základní kámen nové budovy byl položen 12. dubna 1994. Nová Zemanova kavárna byla slavnostně otevřena v den 100. výročí narození architekta Bohuslava Fuchse 24. března 1995.
V roce 2012 prošla replika kavárny rozsáhlou rekonstrukcí a změnila název na Pavillon (odkazující se k někdejšímu dřevěnému pavilonu, na jehož místě vyrostla prvorepubliková Zemanova kavárna). Za opravou kavárny i dalších dvou funkcionalistických památek – kavárny Era a Münzovy vily – stojí brněnský podnikatel Igor Fait. Ačkoli replika kavárny nebyla památkově chráněna, zásahy do stavby vzbudily kontroverze v architektonické obci. Spoluautor repliky Zbyněk Pech či architekt Osamu Okamura kritizovali, že interiér si nezachoval Fuchsovu prostorovou dispozici a že např. změna osvětlení a úprava baru nekorespondují s autorovou původní ideou.